# Carrie (singel Cliffa Richarda)
Carrie – piosenka Cliffa Richarda, wydana w 1979 roku jako singel promujący album Rock 'n' Roll Juvenile.

## Charakterystyka
Cliff Richard określił piosenkę jako tajemniczą, ponieważ słuchacz nie jest pewien, o czym opowiada. Co więcej, ostatnie wersy wskazują na fakt, iż Carrie nie żyje, co powinno skłonić słuchacza do refleksji nad jej losem.

## Pozycje na listach przebojów
| Lista             | Pozycja | Źródło |
| ----------------- | ------- | ------ |
| Belgia (Flandria) | 26      | [ 2 ]  |
| Holandia          | 29      | [ 2 ]  |
| Irlandia          | 4       | [ 3 ]  |
| Kanada            | 78      | [ 4 ]  |
| Niemcy            | 26      | [ 2 ]  |
| Nowa Zelandia     | 8       | [ 2 ]  |
| Południowa Afryka | 5       | [ 5 ]  |
| Stany Zjednoczone | 34      | [ 1 ]  |
| Wielka Brytania   | 4       | [ 1 ]  |